# Phạm Tỉnh Quát
Phạm Tỉnh Quát (13 tháng 12, 1914 – 23 tháng 12, 2008), còn có tên khác là Daniel Pham, cùng với Giáo sư Lê Văn Thiêm được coi là một trong những nhà toán học Việt Nam hiện đại đầu tiên.

## Thân thế và sự nghiệp
Phạm Tỉnh Quát sinh ngày 13/12/1914 tại làng Đông Ngạc, huyện Từ Liêm, Hà Nội, trong một gia đình có ông và cha đều làm quan. Thuở nhỏ, ông học ở trường "École Primaire Franco-Indigène" (Trường tiểu học Pháp Việt) ở Nam Định, và sau đó, ông học tiếp ở trường cao đẳng tiểu học (École Primaire Supérieure, viết tắt là E.P.S). Ông mồ côi cha năm 13 tuổi. Năm 14 tuổi, ông bị trường E.P.S đuổi vì đã cãi lại một thầy giáo người Pháp. Sau đó, ông thi vào trường trung học bảo hộ của Pháp ở Hà Nội (Lycée Français de Hanoi) mang tên Albert Saraut, và tốt nghiệp tú tài ở đó.
Năm 1930, ông được mẹ ông gửi sang Pháp học, cùng với người anh ruột là Phạm Văn Lãm. Lúc này, ông học dự bị đại học ở trường Jeanson de Sailly (Paris), để chuẩn bị thi vào École Normale Supérieure (E.N.S) lừng danh. Năm 1934, ông đỗ vào trường E.N.S và trở thành người Việt Nam đầu tiên theo học ngành khoa học ở trường này. Năm 1937, ông tốt nghiệp thạc sĩ ở E.N.S, và cùng năm đó, ông kết hôn với một phụ nữ Pháp.
Sau đó hai vợ chồng ông trở về Việt Nam và cùng dạy học ở Sài Gòn. Lúc này, ông dạy toán ở trường Trung học Petrus Ký (dành cho học sinh nam) và vợ ông dạy văn ở trường Marie-Curie (dành cho học sinh nữ). Năm 1938, vợ chồng ông sinh con trai đầu lòng (tuổi Mậu Dần), người sau này trở thành GS. toán học Frédéric Phạm.
Năm 1940, vì sức khỏe của vợ không được tốt, ông đưa vợ và con trai lớn trở lại Pháp. Gia đình ông về đến Pháp tháng 5 năm 1940, một tháng trước khi nước Pháp bị Phát xít Đức chiếm đóng. Thời gian này, ông được bổ nhiệm vào nhiều vị trí giảng dạy khác nhau. Ban đầu là trường Lorient, một thời gian ngắn sau đó là trường Nevers và cuối cùng, từ tháng 10 năm 1942, là trường Besançon. Ông là giáo sư ở đó cho đến năm 1954.
Theo những câu chuyện của GS. Frédéric Phạm thì trong thời gian ở Lorient và Nevers, GS. Phạm Tỉnh Quát luôn chiếm được cảm tình và sự kính trọng sâu sắc của những học sinh ở đó, nhờ khả năng chuyên môn và trình độ sư phạm của mình. Trong khoảng thời gian từ 1942 đến 1954 ở Besançon, ông là Giáo sư ở lớp Toán đặc biệt (Mathématiques Spéciales) của trường Victor Hugo. Đây là một trong những nơi dành cho học sinh giỏi chuẩn bị thi vào hệ thống những trường danh tiếng (Grandes Écoles) như E.N.S, École Polytechnique, v.v…
Cũng trong thời gian này, ông tiếp tục theo học Tiến sĩ Toán ở E.N.S và lấy bằng Tiến sĩ nhà nước (doctorat d'etat) ở đó năm 1948. Thầy hướng dẫn của ông là GS. Georges Valiron, một chuyên gia nổi tiếng về Lý thuyết hàm. Trong thời gian làm luận án Tiến sĩ, ông quan tâm đến những tính chất tăng trưởng (growth) gần vô cùng của những hàm nguyên, tức là những hàm chỉnh hình trên toàn mặt phẳng phức. Kết quả của luận án Tiến sĩ của ông được in trong trên Ann. Sci. École Norm. Sup. (1948) với tiều đề "Les fonctions entières périodiques". Sau đó, ông mở rộng những nghiên cứu của mình cho các hàm phân hình (một biến) và công bố các kết quả này ở Ann. Sci. École Norm. Sup. 1950 với tiêu đề "Quelques propriétés des fonctions méromorphes périodiques".
Trong các năm 1954-1956, Giáo sư Phạm Tỉnh Quát giảng dạy ở Đại học Sàì Gòn. Ông là người phụ trách đầu tiên của Ban Toán Đại học Khoa học Sài gòn, tiền thân của Khoa Toán-Tin, Đại học Khoa học Tự nhiên Thành phố Hồ Chí Minh ngày nay.
Từ 1956, ông chuyển về Đại học Caen (Pháp). Ông làm việc ở đó cho đến khi về hưu vào năm 1982.
Trong thời gian làm việc ở Đại học Caen, GS. Phạm Tỉnh Quát là người đã có công phát triển toán ứng dụng và tin học. Tại thời điểm đó, tin học chưa phát triển ở Pháp. GS. Eugene Dubois, Hiệu trưởng Đại học Caen đồng thời là một nhà toán học, ghi nhận ba đóng góp chính sau đây của GS. Phạm Tỉnh Quát. Thứ nhất, ông đã lãnh đạo nhóm Toán ứng dụng ở Caen, lập ra phòng nghiên cứu của mình với định hướng phát triển toán học tính toán và toán ứng dụng. Nhờ ảnh hưởng của ông, phòng thí nghiệm đã thu hút được nhiều nghiên cứu viên giỏi đến từ nhiều nơi trong nước Pháp.Thứ hai, ông đã nhận ra vai trò quan trọng của toán ứng dụng, có thể nói ông đã khai sinh ra ngành tin học ở Caen. GS. Phạm Tỉnh Quát đã làm việc rất nhiều với các cấp quản lý của trường để lắp đặt chiếc máy tính đầu tiên (IBM 650) cho Đại học Caen. Đó là bước khởi đầu cho việc thành lập Trung tâm thông tin tư liệu của đại học này. Thứ ba, ông có những đóng góp bản lề trong việc nối kết đào tạo của Đại học Caen với hoạt động của các doanh nghiệp. Đây là việc làm không phổ biến vào thời kỳ đó.
Trong thời gian làm việc ở Đại học Caen, ông đã viết cuốn sách nhan đề "Techniques du calcul matriciel" nói về một số kỹ thuật sử dụng máy tính để tính toán đối với ma trận.
Trong những năm cuối đời, GS. Phạm Tỉnh Quát đã về Việt Nam 3 lần để thăm lại gia đình lớn. Giáo sư qua đời tại nhà riêng ở Hermanville-sur-Mer, Calvados vào ngày 23/12/2008.

## Công trình Toán học
Phạm Tỉnh Quát cùng với Lê Văn Thiêm là một trong những người Việt Nam đầu tiên có bài nghiên cứu đăng trên các tạp chí toán học quốc tế từ những thập niên 1940. Sắp xếp theo thời gian, ông đã đăng các công trình:
1. Pham, Tinh-Quat: Les fonctions entières périodiques. (French) Ann. Sci. École Norm. Sup. (3) 65 (1948), 11-70
2. Pham, Tinh-Quat: Quelques propriétés des fonctions méromorphes périodiques. (French) Ann. Sci. École Norm. Sup. (3) 67 (1950), 307-320
3. Pham, Tinh-Quat: Sur les anneaux indexables. (French) C. R. Acad. Sci. Paris. 245 (1957), 1683–1685.
4. Pham, Daniel: Sur les anneaux indexables. (French) Ann. Sci. École Norm. Sup. (3) 75 1958 81–105.
5. Pham, Daniel: Sur la généralisation d'un procédé de E. J. Routh. (French) C. R. Acad. Sci. Paris 246 1958 1958–1960.
6. Pham, Daniel; Ghinea, Monique: Sur une méthode d'intération dans la théorie des équations. (French) C. R. Acad. Sci. Paris 249 1959 2262–2264.
7. Ghinea, Monique; Pham, Daniel: Une méthode nouvelle pour la détermination des valeurs et vecteurs propres d'une matrice. (French) C. R. Acad. Sci. Paris 251 1960 2868–2870.
8. Weiss, Daniel; Pham, Daniel: Sur quelques problèmes aux limites dans les systèmes d'équations différentielles linéaires et quasi-linéaires. (French) Bull. Math. Soc. Sci. Math. Phys. R. P. Roumaine 8 (56) 1964 289–306.
9. Pham, Daniel; Weiss, Daniel: Sur un problème aux limites pour un système ordinaire d'équations différentielles. (French) C. R. Acad. Sci. Paris Sér. A-B 262 1966 A123–A126.
10. Pham, Daniel; Weiss, Daniel: Produit continu dans les algèbres de Banach. (French) Mathematica (Cluj) 8 (31) 1966 121–132.
11. Pham, Daniel; Weiss, Daniel: Sur les solutions pseudo-absolument continues des systèmes différentiels avec conditions interfaces. (French) Mathematica (Cluj) 10 (33) 1968 327–354.
12. Pham, Daniel: Sur des algorithmes d'accélération de convergence. Reste d'une série de puissances. C. R. Acad. Sci. Paris Sér. A-B 284 (1977), no. 24, A1553–A1556.

Ông đã xuất bản cách sách sau đây
1. Pham, Daniel. Techniques du calcul matriciel. (French) Avec la collaboration de Monique Ghinea. Préface de A. Lichnerowicz. Collection Universitaire de Mathématiques, X Dunod, Paris 1962 xiii+279 pp.
2. Pham, D. Cours de T. M. P. Fasc. 1: Éléments de calcul matriciel. Éléments d'algèbre tensorielle. Éléments d'algèbre extérieure (Différentiation extérieure). (French) Cours de l'Université de Caen Caen Centre de Documentation Universitaire, Paris 1964 139 pp.
3. Pham, D. Cours de T. M. P. Fasc. 2: Compléments d'analyse. Introduction à l'analyse de Fourier. (French) Cours de l'Université de Caen Centre de Documentation Universitaire, Paris 1964 163 pp.
4. Pham, D. Cours de T. M. P. Fasc. 3: Équations différentielles linéaires. Quelques équations aux dérivées partielles de la physique. (French) Cours de l'Université de Caen Centre de Documentation Universitaire, Paris 1964 244 pp.

## Gia đình
Con trai ông là Frédéric Phạm, một giáo sư toán học, người có nhiều đóng góp quý báu cho nền toán học Việt Nam.